# 全国高等学校野球選手権秋田大会
全国高等学校野球選手権秋田大会（ぜんこくこうとうがっこうやきゅうせんしゅけんあきたたいかい）は、秋田県で開催されている全国高等学校野球選手権大会（夏の甲子園）の地方大会。

## 前史
秋田県勢は1916年（第2回大会）・1918年（第4回大会）・1920年（第6回大会）は不参加。1915年（第1回大会）・1917年（第3回大会）・1919年（第5回大会）・1921年（第7回大会） - 1924年（第10回大会）は東北大会、1925年（第11回大会） - 1957年（第39回大会）は奥羽大会、1959年（第41回大会） - 1972年（第54回大会）は西奥羽大会、1974年（第56回大会） - 1977年（第59回大会）は奥羽大会に編成されていた（ただし、第27回大会は地方大会も中止、第40回・第45回・第50回・第55回大会は一府県一代表が認められた記念大会）。

## 使用球場
- 秋田県立野球場（こまちスタジアム）※：メイン会場
- 秋田市八橋運動公園硬式野球場 (さきがけ八橋球場)
- 横手市赤坂総合公園野球場（グリーンスタジアムよこて）
- 能代球場（山田久志サブマリンスタジアム）

先代の県立球場、現在は秋田大学野球部のグラウンドとなっている同大学手形キャンパス内の先々代県立球場(2次予選が存在した時代)も会場だった。47都道府県・49代表制になってから秋田大会は全県4会場での開催が定着している。最近は原則1・2回戦のみ4会場開催で3回戦からはこまちスタジアムのみで試合を行う。
2000年代前半までは秋田市内2会場以外は秋田からのアクセスが良い本荘市(現・由利本荘市)の水林球場と八郎潟町の弁天球場を使用していたが、秋田自動車道の延伸や2007年の国民体育大会秋田開催に向けた会場整備でより遠い街の会場の使用が可能となり、現在の向浜(こまちスタジアム)・八橋・横手・能代の4会場での開催となった。秋田市内の会場が他のイベントや施設改修で使用できない場合は、大仙市協和のサン・スポーツランド協和野球場を使用することが多い。向浜がこまちスタジアムへ改築中の84回大会、会期中にプロ野球フレッシュオールスターゲームがこまちスタジアムで開催された95回大会は協和での試合があった(95回大会はこまちで開催予定の試合の雨天順延分)。103回大会はグリーンスタジアムよこての外野の芝の生育が思わしくなかったためよこてに代わって大曲球場が会場に起用された。こまちスタジアムがゴールデンウィークのプロ野球開催後から内装工事に入った106回大会では24年ぶりに八橋が主会場を務め、こまちの代理会場には水林が起用された。

## 大会結果
| 年度（大会）          | 校数 | 優勝校             | 決勝スコア | 準優勝校     | 備考       | 全国大会 |
| --------------------- | ---- | ------------------ | ---------- | ------------ | ---------- | -------- |
| 1958年（第40回大会）  | 26   | 秋田商             | 8 - 0      | 本荘         |            | 初戦敗退 |
| 1963年（第45回大会）  | 31   | 能代               | 6 - 4      | 大曲農       |            | 2回戦    |
| 1968年（第50回大会）  | 41   | 秋田市立           | 8 - 1      | 能代         |            | ベスト8  |
| 1973年（第55回大会）  | 43   | 秋田               | 2 - 1      | 大館商       |            | 初戦敗退 |
| 1978年（第60回大会）  | 45   | 能代               | 3 - 2      | 本荘         |            | 初戦敗退 |
| 1979年（第61回大会）  | 46   | 秋田商             | 10 - 0     | 大館商       |            | 初戦敗退 |
| 1980年（第62回大会）  | 48   | 秋田商             | 2x - 1     | 能代         | 延長11回   | 3回戦    |
| 1981年（第63回大会）  | 49   | 秋田経大付         | 2 - 1      | 金足農       |            | 3回戦    |
| 1982年（第64回大会）  | 49   | 秋田経大付         | 10 - 7     | 秋田商       |            | 初戦敗退 |
| 1983年（第65回大会）  | 49   | 秋田               | 3 - 0      | 金足農       |            | 初戦敗退 |
| 1984年（第66回大会）  | 49   | 金足農             | 6 - 5      | 能代         |            | ベスト4  |
| 1985年（第67回大会）  | 51   | 能代商             | 6 - 0      | 秋田         |            | 初戦敗退 |
| 1986年（第68回大会）  | 50   | 秋田工             | 2 - 1      | 秋田南       |            | 3回戦    |
| 1987年（第69回大会）  | 50   | 秋田経法大付       | 7 - 1      | 角館         |            | 初戦敗退 |
| 1988年（第70回大会）  | 49   | 本荘               | 5 - 3      | 能代商       |            | 初戦敗退 |
| 1989年（第71回大会）  | 49   | 秋田経法大付       | 10 - 4     | 秋田         |            | ベスト4  |
| 1990年（第72回大会）  | 51   | 秋田経法大付       | 2 - 1      | 秋田中央     |            | 3回戦    |
| 1991年（第73回大会）  | 51   | 秋田               | 7 - 3      | 秋田経法大付 |            | 3回戦    |
| 1992年（第74回大会）  | 51   | 能代               | 6 - 5      | 金足農       |            | 2回戦    |
| 1993年（第75回大会）  | 51   | 秋田経法大付       | 4 - 3      | 金足農       | 延長11回   | 初戦敗退 |
| 1994年（第76回大会）  | 51   | 秋田               | 10 - 6     | 秋田商       |            | 初戦敗退 |
| 1995年（第77回大会）  | 51   | 金足農             | 13 - 9     | 秋田         | 延長10回   | ベスト8  |
| 1996年（第78回大会）  | 51   | 秋田経法大付       | 4 - 0      | 金足農       |            | 初戦敗退 |
| 1997年（第79回大会）  | 51   | 秋田商             | 17 - 2     | 金足農       |            | 2回戦    |
| 1998年（第80回大会）  | 51   | 金足農             | 17 - 16    | 秋田商       |            | 初戦敗退 |
| 1999年（第81回大会）  | 51   | 秋田               | 3 - 1      | 鷹巣         |            | 初戦敗退 |
| 2000年（第82回大会）  | 51   | 秋田商             | 13 - 2     | 秋田経法大付 |            | 初戦敗退 |
| 2001年（第83回大会）  | 52   | 金足農             | 8 - 2      | 秋田経法大付 |            | 初戦敗退 |
| 2002年（第84回大会）  | 52   | 秋田商             | 21 - 4     | 秋田南       |            | 初戦敗退 |
| 2003年（第85回大会）  | 52   | 秋田               | 11 - 1     | 湯沢         |            | 初戦敗退 |
| 2004年（第86回大会）  | 52   | 秋田商             | 3 - 1      | 本荘         |            | 初戦敗退 |
| 2005年（第87回大会）  | 51   | 秋田商             | 9x - 8     | 金足農       |            | 初戦敗退 |
| 2006年（第88回大会）  | 51   | 本荘               | 2x - 1     | 秋田中央     |            | 初戦敗退 |
| 2007年（第89回大会）  | 52   | 金足農             | 6 - 0      | 秋田         |            | 初戦敗退 |
| 2008年（第90回大会）  | 53   | 本荘               | 10 - 5     | 大館鳳鳴     |            | 初戦敗退 |
| 2009年（第91回大会）  | 52   | 明桜               | 3 - 0      | 本荘         |            | 初戦敗退 |
| 2010年（第92回大会）  | 52   | 能代商             | 5 - 4      | 秋田商       |            | 初戦敗退 |
| 2011年（第93回大会）  | 50   | 能代商             | 6 - 3      | 秋田中央     |            | 3回戦    |
| 2012年（第94回大会）  | 50   | 秋田商             | 4x - 3     | 能代商       |            | 3回戦    |
| 2013年（第95回大会）  | 50   | 秋田商             | 4x - 3     | 角館         | 延長15回   | 初戦敗退 |
| 2014年（第96回大会）  | 50   | 角館               | 3 - 1      | 能代松陽     |            | 初戦敗退 |
| 2015年（第97回大会）  | 49   | 秋田商             | 4 - 0      | 秋田南       |            | ベスト8  |
| 2016年（第98回大会）  | 47   | 大曲工             | 8 - 7      | 角館         |            | 初戦敗退 |
| 2017年（第99回大会）  | 47   | 明桜               | 5 - 1      | 金足農       |            | 初戦敗退 |
| 2018年（第100回大会） | 44   | 金足農             | 2 - 0      | 明桜         |            | 準優勝   |
| 2019年（第101回大会） | 44   | 秋田中央           | 5x - 4     | 明桜         | 延長11回   | 初戦敗退 |
| 2020年（独自大会）    | 44   | ノースアジア大明桜 | 7 - 2      | 能代松陽     |            | -        |
| 2021年（第103回大会） | 41   | ノースアジア大明桜 | 6 - 0      | 秋田南       |            | 2回戦    |
| 2022年（第104回大会） | 39   | 能代松陽           | 6 - 3      | 秋田南       |            | 初戦敗退 |
| 2023年（第105回大会） | 40   | ノースアジア大明桜 | 5 - 2      | 秋田商       |            | 初戦敗退 |
| 2024年（第106回大会） | 38   | 金足農             | 6 - 5      | 秋田商       |            | 初戦敗退 |
| 2025年（第107回大会） | 36   | 金足農             | 2x - 1     | 鹿角         | 延長10回TB |          |

- 校数は複数校で構成される連合チームを1校とする

## エピソード
- 秋田県勢の夏の甲子園初出場校は、1985年・第67回大会の能代商以降、2014年・第96回大会の角館まで29年間も出ていなかった。これはトータルでは2番目の記録である（最長記録は、かつて奈良県勢の1968年・第50回大会（智弁学園）から2012年・第94回大会まで初出場校が44年間も出なかったが、2013年・第95回大会で桜井が春夏通じて甲子園初出場を果たした為、奈良代表の初出場校無しは45年ぶりにストップ）。さらに秋田代表が一県一代表制になって以降、3年連続以上で出場した学校も存在しない。
- 相撲のイメージが比較的強い北東北にあって秋田県は野球の普及が比較的早かったこともあり県勢は全国大会で初期から活躍、秋田が記念すべき第1回大会での準優勝など2次予選が存在した時代に3度のベスト4(1915・1934・1965年)、その後も66回大会で金足農・71回大会で秋田経法大付がベスト4に勝ち残るなど、東北の中でも日本一が近い地域と評されていた。
- しかし1997年・第79回大会1回戦で石川雅規(→青山学院大～ヤクルト)を擁し勝ち上がった秋田商が浜田(島根)に勝利したのを最後に、選抜大会では秋田商の2度のベスト8(2004・2006年)があったものの選手権では勝てず、2010年・第92回大会まで13年連続で初戦敗退していた。なお「初戦13連敗」は、秋田代表の2県1代表時代の2次予選の対戦相手だった青森・山形代表と同数のワーストタイ記録で、47都道府県・49代表制になった61回大会以後だけの毎年県代表が出場して生まれた記録では最長である。全国下位が定位置になった背景には県内の小中学生の野球文化が軟式野球[1]中心であり少年硬式野球クラブ(リトルリーグ等)の展開が比較的遅かったことも一因とされる。ちなみに高校生の軟式野球でも秋田勢は東北では上位常連であり能代が2度日本一に輝いている。
- 秋田高野連は92回大会終了後「5年で全国ベスト4」をテーマに高校野球に関する強化・調査研究事業をスタート。その直後の2011年・第93回大会1回戦で、能代商が神村学園（鹿児島）に勝利して、秋田代表の初戦連敗記録をストップ、夏の甲子園14年ぶりの初戦突破を果たした。その後2015年・97回大会では秋田商がチーム史上初の夏2勝を挙げ(2回戦から登場)県勢20年ぶりの準々決勝進出、さらに2018年・100回大会では金足農が準優勝。県勢103年ぶりの決勝進出は社会現象にもなった。詳しくは金農旋風を参照。この施策は長らく1969年・51回大会の横手が唯一だった県内陸部からの代表校を2度出すなど(96回大会の角館、98回大会の大曲工)全国の舞台が遠かった秋田市内以外のチームのレベルアップにも貢献した。なお大曲工は夏初出場の前年・第87回選抜高校野球に出場し甲子園初登場で初勝利も挙げている。

## 放送体制

### テレビ
- 秋田朝日放送 (テレビ朝日系列)
  - 組み合わせ抽せん会[2]と開会式から、こまちスタジアムで開催の全試合を中継。（平日は「ワイド！スクランブル/お昼のANNニュース」「徹子の部屋」[3]・日曜は「新婚さんいらっしゃい！」「アタック25→リア突WEST」12時台先行ネットで中断あり。ただし第105回大会の2023年7月23日(日曜日)は「新婚さんいらっしゃい！」のMC、井上咲楽がこの日の裏番組・『FNS27時間テレビ37』に出演していたためか例外的に「ビートたけしのTVタックル」が同時ネットで放送され「新婚さんいらっしゃい！」「リア突WEST」は高校野球中継のあとに放送された。土曜の中断時間帯は再放送の30分番組2本を編成。準決勝・決勝戦と土曜日の第1試合は延長あり）。
  - 74回大会まで(AABはこの直後の1992年10月開局)は、秋田放送（日本テレビ系列）と秋田テレビ（フジテレビ系列だが1981年から1987年までテレビ朝日系列も兼務）が中継。AKTは3回戦あるいは準々決勝から放送、決勝戦は2局同時に中継していた。またAKTの中継では「栄冠は君に輝く」や「朝日に栄光あれ」ではなく「プロ野球ニュース」やフジテレビのスポーツ中継のテーマ曲「ライツアウトマーチ」→「フジテレビ・スポーツテーマ」が流れた。AAB開局まで全国大会関連番組はABSで放送され、取材協力やアナウンサーの出演も行っていた。
- NHK秋田放送局
  - 総合テレビで県内向けに放送。原則決勝戦のみの放送だが最近は準決勝から中継している。

### ラジオ
- NHK秋田放送局（準決勝・決勝、2016年まで3回戦から中継、2017年は準々決勝から中継、2021年は中継無し）
- TMO大曲（2019年 - 、2・3回戦の4試合）[4]

以前は決勝戦のみABSラジオでも2010年ごろまで放送しており、テレビで直前情報番組も放送していた。またエフエム秋田 (TOKYO FM系列) でも2000年代前半まで高校野球情報番組を編成していた。